# Région de Maranoa
Pour les articles homonymes, voir Maranoa.
La région de Maranoa (en anglais : Maranoa Region) est une zone d'administration locale située dans l'État du Queensland en Australie, dont le siège est Roma.

## Géographie
La région s'étend sur 58 830 km2 dans le Queensland du Sud-Ouest. Elle comprend la ville de Roma et les zones de Bendemere (Jackson, Wallumbilla, Wallumbilla-Nord, Wallumbilla-Sud, Yuleba), Booringa (Amby, Mitchell, Mungallala), Bungil (Eumamurrin, Euthulla, Injune, Mount Abundance, Muckadilla, Tingun) et Warroo (Dunkeld, Noorindoo, Surat).

## Histoire
La région est créée sous le nom de « région de Roma » le 15 mars 2008 par la fusion des comtés de Bendemere, Booringa, Bungil et Warroo avec la ville de Roma. Elle prend son nom actuel le 26 juillet 2009.

## Démographie
| 2011   | 2016   | 2021   |
| ------ | ------ | ------ |
| 13 076 | 12 666 | 12 825 |

## Politique et administration
Le conseil comprend le maire et huit autres membres, élus pour un mandat de quatre ans. Les dernières élections ont eu lieu le 28 mars 2020.

### Liste des maires
| Période    | Période  | Identité            | Étiquette | Qualité |
| ---------- | -------- | ------------------- | --------- | ------- |
| 2008       | 2016     | Robert Loughnan     |           |         |
| avril 2016 | en cours | Tyson Duthie Golder |           |         |

La zone est rattachée à la circonscription de Maranoa pour les élections fédérales et à celle de Warrego pour les élections à l'Assemblée législative du Queensland.